# Arrondissement des Côteaux
L’arrondissement des Côteaux est un arrondissement d'Haïti, subdivision du département du Sud. Il a été créé autour de la ville des Côteaux qui est aujourd'hui son chef-lieu. Il est peuplé par 53 306 habitants (recensement par estimation de 2009).
L'arrondissement regroupe trois communes :
- Les Côteaux
- Port-à-Piment
- Roche-à-Bateau